# Jacques Navadic
Jacques Navadic (Lilla, 3 de gener de 1920 - Niça, 2 d'agost de 2015) fou un periodista francès, que es va unir a Radio Luxembourg el 1955 com a director d'informació, un càrrec que va ocupar fins a 1984. Entre 1975 i 1981 va ser director de programa abans d'esdevenir president de RTL el 1984.
Per a la televisió, va treballar amb Robert Diligent en el programa Journal de Télé Luxembourg. Va ser el comentarista habitual de Luxemburg del Festival d'Eurovisió des de 1956 fins a 1964 i des de 1966 fins a 1981 i de nou el 1984. Navadic es va retirar de RTL Luxemburg el 1989. Va morir a Niça el 2015.